# 堺市立美木多中学校
堺市立美木多中学校（さかいしりつ みきた ちゅうがっこう）は、大阪府堺市南区にある公立中学校。
泉北ニュータウン光明池地区と周辺の農村部を校区とする。1977年に堺市立福泉南中学校より分離開校した。

## 沿革
- 1977年4月1日 - 堺市立福泉南中学校より分離開校
- 1981年11月5日 - 大阪府教育委員会から、特別活動の研究推進校に指定される。
- 1985年10月31日 - 文部省から、勤労生産学習研究推進校に指定される。
- 2001年 - 大阪府教育委員会から、少人数授業の研究校に指定される。
- 2002年 - 文部科学省の「フロンティア・スクール事業」実施校に指定される。
- 2004年2月 - 文部科学省より、読書指導推進優秀校として表彰される。

## 通学区域
通学区域は以下の通りである。
- 堺市立城山台小学校の通学区域。
  - 堺市南区 城山台1-5丁

- 堺市立美木多小学校の通学区域。
  - 堺市南区 鴨谷台1-3丁、檜尾1-3064番地、美木多上（堺市立御池台小学校の通学区域を除く）、別所、大森

## 出身者
- BES - レゲエ歌手
- 一二三慎太 - プロ野球選手
- 北條史也 - プロ野球選手
- 刀祢直和 - 音楽家・ジャズベーシスト[3]。
- 米澤令衣 - プロサッカー選手

## 交通
- 南海泉北線 光明池駅から徒歩15分、もしくは5番乗り場城山台回りで美木多中学校前下車。